# 乔斯琳·雷
乔斯琳·雷（英語：Jocelyn Rae，1991年2月20日—），生于英格兰诺丁汉，英国女子网球运动员。她曾代表苏格兰参加2010年英联邦运动会网球比赛，搭档柯林·弗萊明获得混合双打金牌。